# ナイタン・ナンデス
ナイタン・ミケル・ナンデス・アコスタ（Nahitan Michel Nández Acosta 、1995年12月28日 - ）は、ウルグアイ・プンタ・デル・エステ出身のサッカー選手。ウルグアイ代表。アル・カーディシーヤFC所属。ポジションはMF。

## 経歴

### クラブ
ウルグアイ屈指の強豪クラブ、CAペニャロールの下部組織出身。2014年3月、ダヌービオFC戦でトップチームデビュー。
2017年8月23日、ナンデスはアルゼンチンのボカ・ジュニアーズに4年契約で移籍した。2019年8月9日、カリアリ・カルチョに移籍した。契約期間は2024年6月30日までの5年間。
2024年5月24日、アル・カーディシーヤFCに加入することが発表された。

### 代表
各年代においてウルグアイ代表でプレー。2015 FIFA U-20ワールドカップではキャプテンを務めた。
2015年9月、コスタリカ代表との親善試合でフル代表デビュー。
2018年6月、彼はロシアで開催された2018 FIFAワールドカップのウルグアイ代表23人メンバーに選出された。彼はチームが準々決勝に進出するまでの5試合すべてに出場し、1試合を除いて先発出場した。
2024年6月8日、コパ・アメリカ2024に出場するウルグアイ代表メンバーに選出された。

## 代表歴

### 出場大会
- ウルグアイ代表
  - 2018 FIFAワールドカップ

### 試合数
- 国際Aマッチ 53試合 0得点（2015年-）[10]

| ウルグアイ代表 | 国際Aマッチ | 国際Aマッチ |
| 年             | 出場        | 得点        |
| -------------- | ----------- | ----------- |
| 2015           | 3           | 0           |
| 2016           | 0           | 0           |
| 2017           | 6           | 0           |
| 2018           | 11          | 0           |
| 2019           | 11          | 0           |
| 2020           | 4           | 0           |
| 2021           | 14          | 0           |
| 2022           | 0           | 0           |
| 2023           | 4           | 0           |
| 2024           |             |             |
| 通算           | 53          | 0           |